# Іванівська селищна територіальна громада (Одеська область)
Іванівська селищна територіальна громада — громада в Березівському районі Одеської області. Адміністративний  центр — селище Іванівка.
Утворена 22 грудня 2019 року в результаті об'єднання Іванівської селищної ради із Баранівської, Білчанської та Бузинівської сільських рад. 17 листопада 2020 року до громади приєдналася Северинівська сільська рада.

## Склад громади

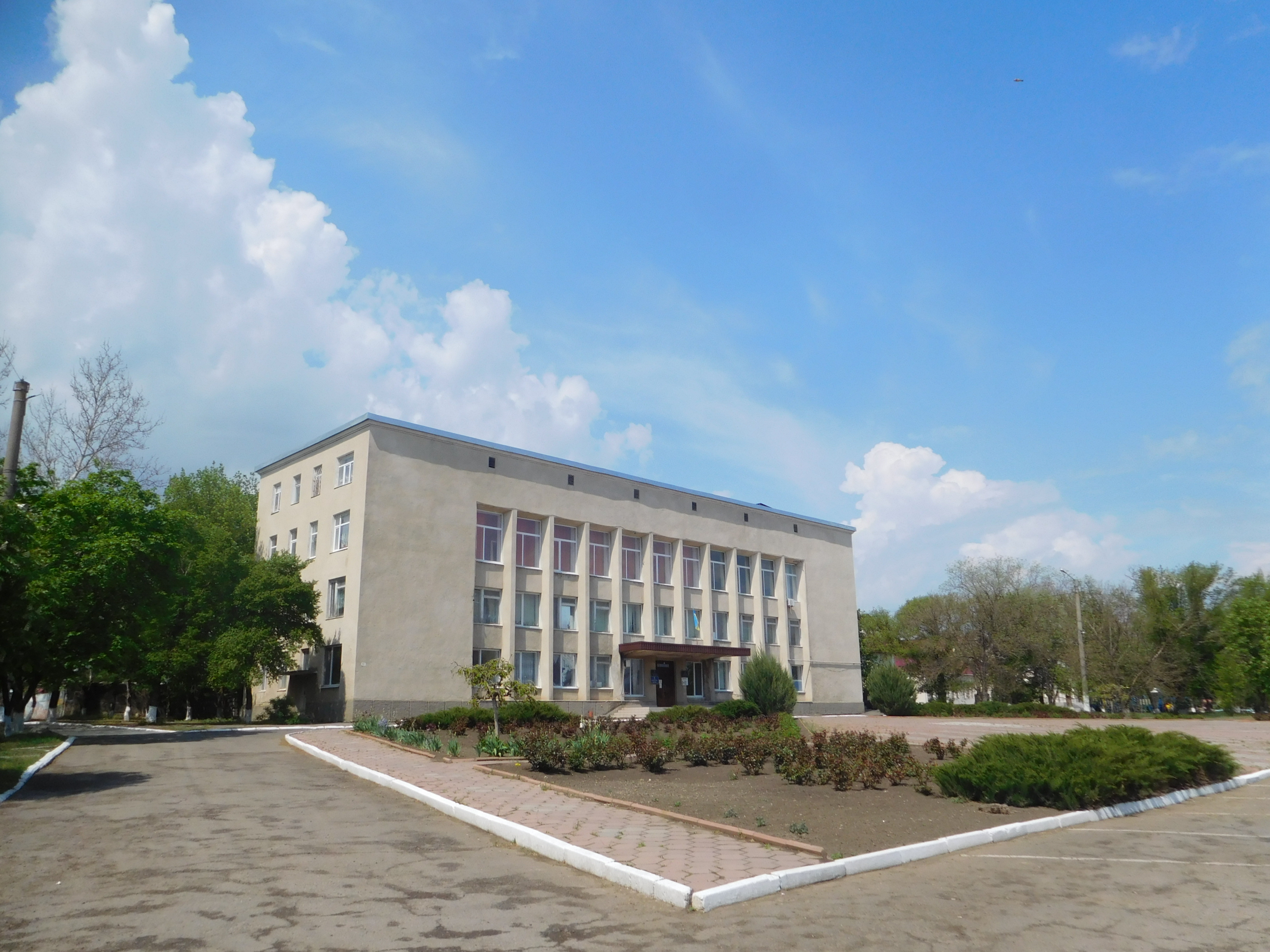
Будівля Іванівської селищної ради Одеської області

До складу громади входить селище Іванівка і 18 сіл:
- Адамівка
- Баланини
- Баранове
- Білка
- Блонське
- Бузинове
- Верхній Куяльник
- Жовте
- Малинівка
- Маслове
- Нижній Куяльник
- Причепівка
- Прохорове
- Руська Слобідка
- Северинівка
- Сухомлинове
- Черняхівське
- Шеметове

## Старостинські округи
Староста Білчанського старостинського округу: Ткаченко Віталій Вікторович
Староста Баранівського старостинського округу: Кужельникова Наталія Вікторівна
Староста Северинівського старостинського округу: Баглай Алла Петрівна